# 本賈尼·姆瓦魯瓦里
本杰明·姆瓦鲁瓦里（英語：Benjamin Mwaruwari，1978年8月13日—），通常稱本贾尼（Benjani）是一名已退役辛巴威職業足球員。

## 生平
麥華路禾尼在布拉瓦約出生，青少年時期在國內聯賽打滾，於1999年出國投效南非球會約莫宇宙（Jomo Cosmos），逐漸打出名堂，期間獲外借到瑞士草蜢。得到居伊·魯的賞識，麥華路禾尼於2001年轉投法甲歐塞爾，最初發展順利，但當積基斯·辛天尼在2005年接手任教後失去正選席位。
2006年1月麥華路禾尼以410萬英鎊加盟由哈利·列納帶領的英超球隊朴茨茅斯，其後揭發這單交易涉及貪污。在為球隊上陣超過70場，兩年後轉投曼城，初步作價為387萬英鎊，簽約兩年半。期間被受傷患困擾，2010年1月被借用到新特蘭直到球季結束，季後約滿被曼城放棄。
2010年8月27日麥華路禾尼加盟布莱克本流浪者，由於有膝傷舊患陰影，僅獲一年合約，但有優先續約一年權，期間上陣21場僅射入3球，包括主場3-1擊敗利物浦個人梅開二度。季後約滿的麥華路禾尼一度遭布力般流浪放棄，但於6月22日獲球會提供1年新約。惟麥華路禾尼拒絕接受，於2011年8月13日以自由身重返英冠效力樸茨茅夫，簽約一年。

## 外部連結
- BBC資料 （页面存档备份，存于）
- 足球数据库：本贾尼的球员统计数据